# Cristóbal de Moscoso Montemayor y Córdoba
Cristóbal de Moscoso Montemayor y Córdoba (c. 1653 – Madrid, 27 de enero de 1749), noble, militar y político español. Era hijo de Juan de Moscoso, VI señor de Las Torres de Alcorrín, y de Beatriz de Eslava, señora del mayorazgo homónimo.

## Biografía
Sirvió a Carlos II de España, de quien obtuvo en 1683 el condado de las Torres de Alcorrín, y durante la Guerra de Sucesión tuvo una brillante participación militar al frente del ejército borbónico, que apoyaba las pretensiones al trono de Felipe V de Anjou. Esto le valió de un rápido ascenso político, pues durante unos pocos meses entre 1706 y 1707 se desempeñó como virrey de Valencia. El 26 de marzo de 1708, poco menos de un año después de la decisiva batalla de Almansa, Felipe lo nombró señor de Albufera y marqués de Cullera, posesiones tradicionalmente ligadas a la Corona y cuya enajenación provocó una fuerte controversia. No obstante, el monarca aclaró y amplió el privilegio el 23 de julio de 1709 desde Madrid, concediéndole sobre Albufera el derecho del quinto de la pesca, los derechos reales de sus hierbas y las de su término y el décimo tercio del mar.
También fue nombrado gentilhombre de la Cámara del Rey y miembro del Consejo Supremo de Guerra. Hacia finales de la guerra, desempeñó el puesto de comisario general de la Infantería y Caballería de España y capitán general de los Reales Ejércitos. El 23 de junio de 1723 recibió, finalmente, el nombramiento de virrey y regente del Consejo Real de Navarra.
Durante su gestión de gobierno, se encargó de estabilizar la situación política del virreinato, para lo cual convocó las Cortes entre 1724 y 1726. En 1727 hubo de ausentarse para dirigir el segundo sitio de Gibraltar, durante el cual ordenó construir en el istmo de Bolbs una fuerte batería que justificó a los ingleses con el argumento de que las defensas se edificaban en territorio español y por tanto no violaban el tratado de Utrecht. Cuando la situación militar empeoró en beneficio de los británicos, Moscoso mandó al rey, en contraposición a otros oficiales españoles, noticias positivas acerca del sitio. Finalmente, acudiría el 23 de junio a una conferencia con Lord Partmore, gobernador de la plaza, para tratar un armisticio preliminar a la paz definitiva alcanzada en 1728, aunque para entonces él ya se había retirado a Madrid.
El 9 de diciembre de 1728 el monarca firmó un decreto nombrándolo duque de Algete, aunque el real despacho no se expidió hasta el 6 de mayo de 1734, cuando recibió la Grandeza de España de primera clase. Siguió al frente del virreinato de Navarra hasta 1737, año en el que se retiró a la Corte para servir su cargo como consejero de Guerra.

## Matrimonio e hijos
Casó en primeras nupcias con Juana Galindo y en segundas con María de Pedrosa Dávila y Bracamonte, marquesa viuda de Navamorcuende. Tuvo por hijos a:
1. María Moscoso Montemayor, nacida en Ecija en 1681. En 1707 casó con Alonso Zayas e Hinestrosa.
Tuvo por hijo a Alonso de Zayas Guzmán y Moscoso, a quien Cristóbal le cedió, el 17 de junio de 1737, el título de marqués de Cullera, para que lo usasen sus primogénitos y sucesores inmediatos del mayorazgo y condado de las Torres.
2. Alonso de Zayas y Moscoso (1708-1792) , II duque de Algete, II conde de las Torres de Alcorrín y II marqués de Cullera.
En 1743 casó con Ana Catalina Manuel de Lando. Testó en 1785, dejando por sucesor de sus señoríos a Cristóbal de Zayas y Manuel de Lando.

## Muerte
Cristóbal Moscoso testó el 23 de septiembre de 1743 haciendo agregar sus bienes libres al mayor de su casa. Murió en Madrid el 27 de enero de 1749, dejando a su nieto Alonso de Zayas y Moscoso como sucesor del ducado de Algete, el condado de las Torres de Alcorrín y el marquesado de Cullera.